# Maść izabelowata

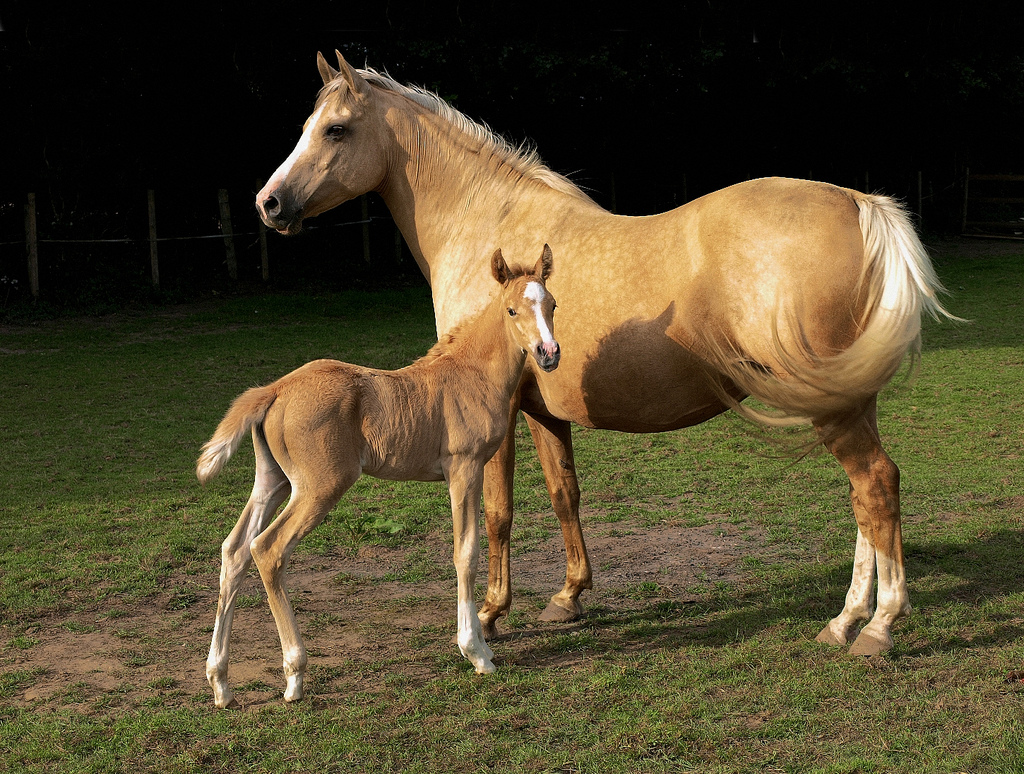
Klacz ze źrebakiem maści izabelowatej

Maść izabelowata (zw. palomino) – maść kasztanowata rozjaśniona pojedynczą kopią genu Cream. Sierść od złotokremowej po czekoladową, grzywa i ogon w kolorze kłody bądź jaśniejsze. Źrebięta tej maści rodzą się z niebieskimi oczami, które z wiekiem ciemnieją do bursztynowych. Palomino odnosi się do umaszczenia i nie stanowi osobnej rasy.
Wyróżniane odcienie
- palomino – najczęściej spotykany, o sierści barwy od jasnożółtej do ciemnozłocistej, grzywa i ogon zwykle dużo jaśniejsze, bądź wręcz białe,
- masłowaty – o sierści jasnożółtej, a grzywie i ogonie zwykle jeszcze jaśniejszym,
- złotoizabelowaty – sierść, grzywa i ogon w podobnym, złotożółtym odcieniu.